# تریومف تی‌آر۴
تریومف تی‌آر۴ (Triumph TR۴) خودرویی است که در سال‌های ۱۹۶۱–۱۹۶۵ توسط شرکت انگلیسی تریومف موتور تولید شده‌است.
این خودرو در کلاس خودرو اسپورت قرار گرفته، طراحی آن خودروهای موتور جلو-محور عقب بوده طول آن در حالت طبیعی ۳٬۹۶۲ میلیمتر (۱۵۶٫۰ اینچ) و عرض آن در حالت طبیعی ۱٬۴۶۱ میلیمتر (۵۷٫۵ اینچ) و ارتفاع آن در حالت طبیعی ۱٬۲۷۰ میلیمتر (۵۰٫۰ اینچ) است.
موتور آن ۲۱۳۸ سی‌سی سیستم جعبه‌دندهٔ آن ۴ دنده به صورت دستی است.

## نگارخانه

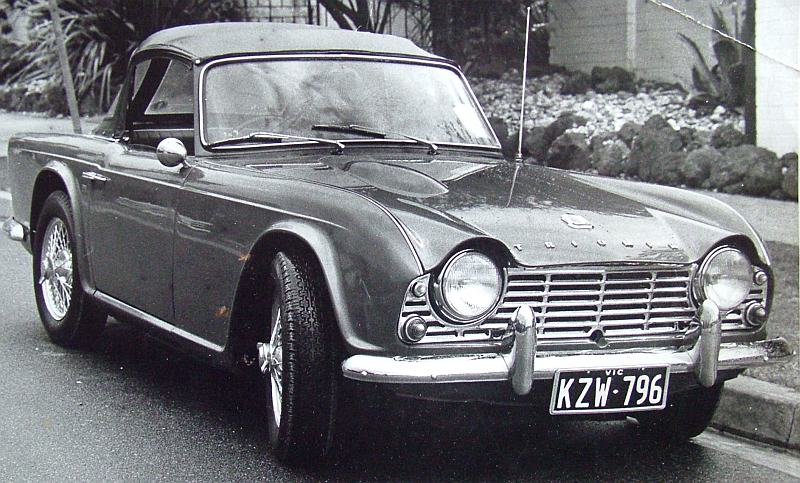
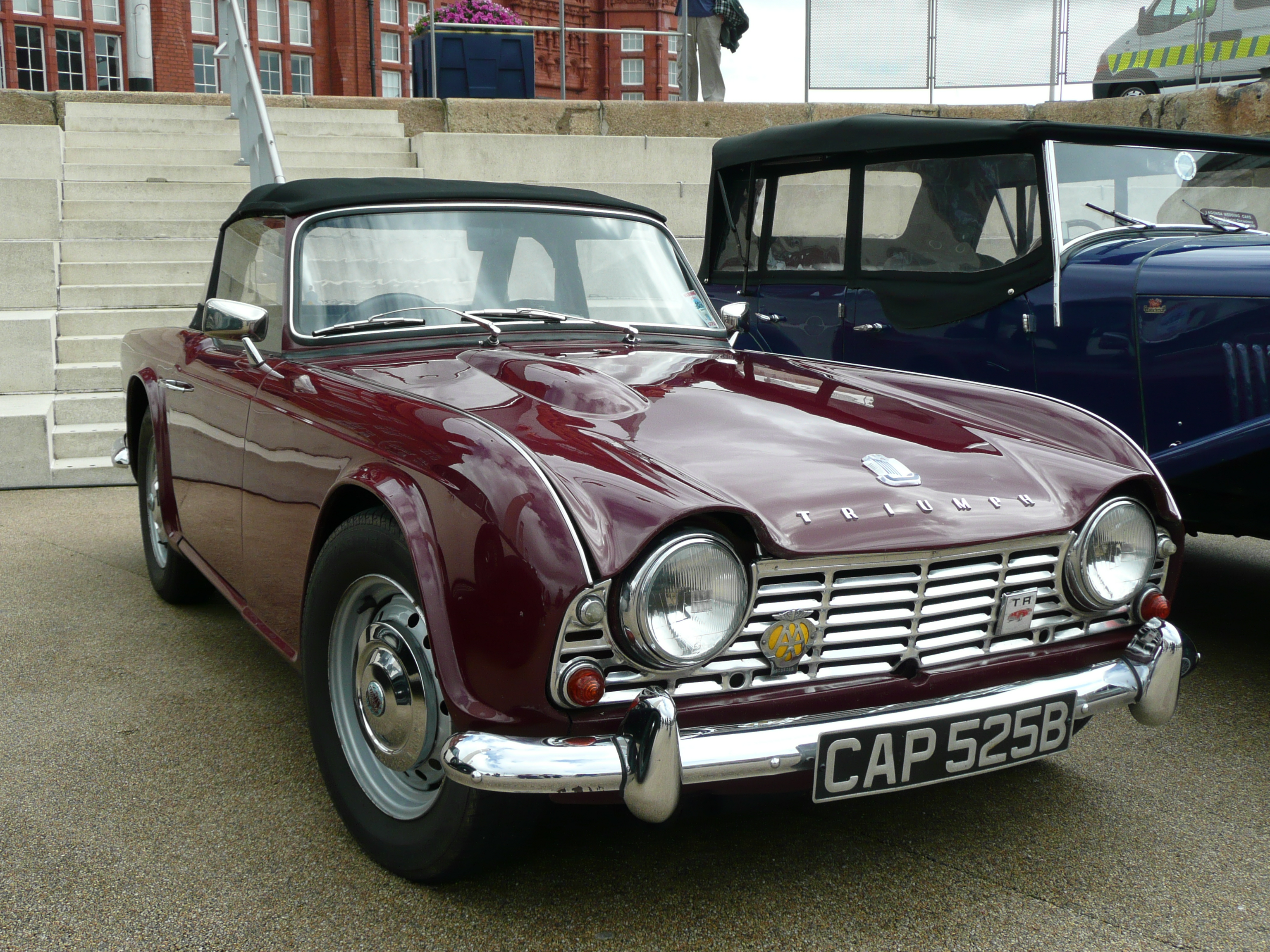